# Espiunca
Espiunca ist ein Ort und eine ehemalige Gemeinde in Portugal.

## Geschichte
1758 wurde Espiunca als Besitz des Hauses Braganza geführt. Schon länger hatte hier ein Benediktinerinnen-Kloster bestanden, was aber zusammen mit anderen kleineren Klöstern aufgegeben wurde, um das Kloster Avé-Maria in Porto zu errichten.
Espiunca blieb eine eigenständige Gemeinde bis zur Gebietsreform in Portugal 2013, als es mit Canelas zur neuen Gemeinde Canelas e Espiunca zusammengefasst wurde.

## Verwaltung
Espiunca war Sitz einer gleichnamigen Gemeinde (Freguesia) im Kreis (Concelho) von Arouca, im Distrikt Aveiro. In der Gemeinde lebten zuletzt 384 Einwohner (Stand 30. Juni 2011).
Folgende Ortschaften liegen im Gebiet der ehemaligen Gemeinde:
| - Alvariça - Arriais - Carvalha - Carvalhal - Cavadas - Espiunca | - Lugar d'além - Melres - Pardelhas - Ponte do Rego - Quinta - Rego | - S. Guilhufe - Sarabigões - Serquidelo - Vide - Vila Cova - Vila Viçosa (1) |

(1): Vila Viçosa war lange unter dem Namen Lugar de Cornes bekannt und liegt als einzige Ortschaft der Gemeinde rechts des Flusses Paiva.
Am 29. September 2013 wurden die Gemeinden Espiunca und Canelas zur neuen Gemeinde União das Freguesias de Canelas e Espiunca zusammengefasst.